# یوکریکوجایاتاک (سیریک)
یوکریکوجایاتاک (ترکی استانبولی: Yukarıkocayatak) یک محله در ترکیه است که در ناحیهٔ سریک، آنتالیا واقع شده است. جمعیت این محله تا سال ۲۰۲۲ برابر با ۴۴۰۷ نفر بوده است.